# Ichthyophis billitonensis
Ichthyophis billitonensis một loài ếch giun thuộc chi Ichthyophis, Họ Ếch giun. Đây là một loài động vật đặc hữu của Indonesia. Môi trường sinh sống của chúng ở các khu vực nhiệt đới và cận nhiệt đới, trong các ao hồ, sông, vùng ngập nước